# Noordkapers
De noordkapers (Eubalaena) vormen een geslacht uit de familie van de echte walvissen (Balaenidae). Er zijn drie soorten. De (Noord-Atlantische) noordkaper (Eubalaena glacialis) leeft in de Noord-Atlantische Oceaan. De Grote Oceaannoordkaper of Noord-Pacifische noordkaper (Eubalaena japonica) komt voor in het noordelijke deel van de Stille Oceaan. De zuidkaper (Eubalaena australis) wordt gescheiden van de noordkapers en grote oceaannoordkapers door de tropische wateren en leeft in de zuidelijke oceanen. 
De Engelse naam voor deze walvissen is right whale ofwel echte walvis omdat dit dier het meest geschikt was als slachtoffer van de walvisjacht. Redenen hiervoor waren:
- hij is qua gewicht een van de grootste walvissen;
- hij zwemt betrekkelijk langzaam;
- nagenoeg het gehele lichaam is interessant voor verwerking;
- eenmaal geschoten zinkt het dier niet in het water.

Door de steeds intensiever wordende jacht was dit dier al rond het eind van de negentiende eeuw nagenoeg uitgestorven en moest worden omgezien naar minder gemakkelijke prooien.

## Noordelijke populatie
Naar schatting waren er rond het begin van de twintigste eeuw nog enkele honderden individuen. Recent onderzoek heeft vastgesteld dat alle huidig levende exemplaren afstammen van vijf vrouwtjes.
Door de trage voortplanting brengt een vrouwtje hooguit één keer per drie jaar een jong ter wereld. Dit houdt in dat er vier à vijf jongen per jaar worden geboren.
De Grote Oceaannoordkaper werd lang als ondersoort van de noordkaper beschouwd (Eubalaena glacialis japonica), maar sinds begin 21ste eeuw is deze in een aparte soort geplaatst (Eubalaena japonica).

## Zuidelijke populatie
In tegenstelling tot de noordkaper groeit de populatie van de zuidkaper merkbaar. In 2004 waren er rond de 3.000 dieren; dat aantal was in 2024 zo'n 12.000 stuks.

## Taxonomie
- Geslacht: Eubalaena (drie soorten)
  - Soort: Eubalaena australis  (Desmoulins, 1822) – Zuidkaper
  - Soort: Eubalaena glacialis   (Desmoulins, 1822) – Noordkaper
  -  Soort: Eubalaena japonica (Desmoulins, 1822) – Grote Oceaannoordkaper

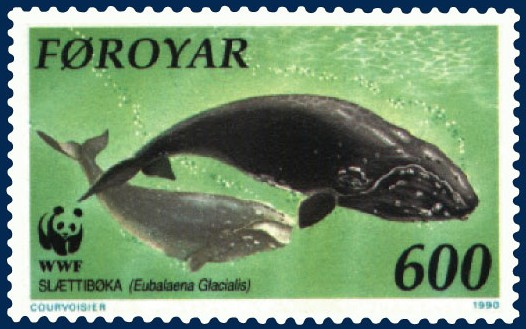
Noordkaper (Eubalaena glacialis)